# Dorffest Rot an der Rot

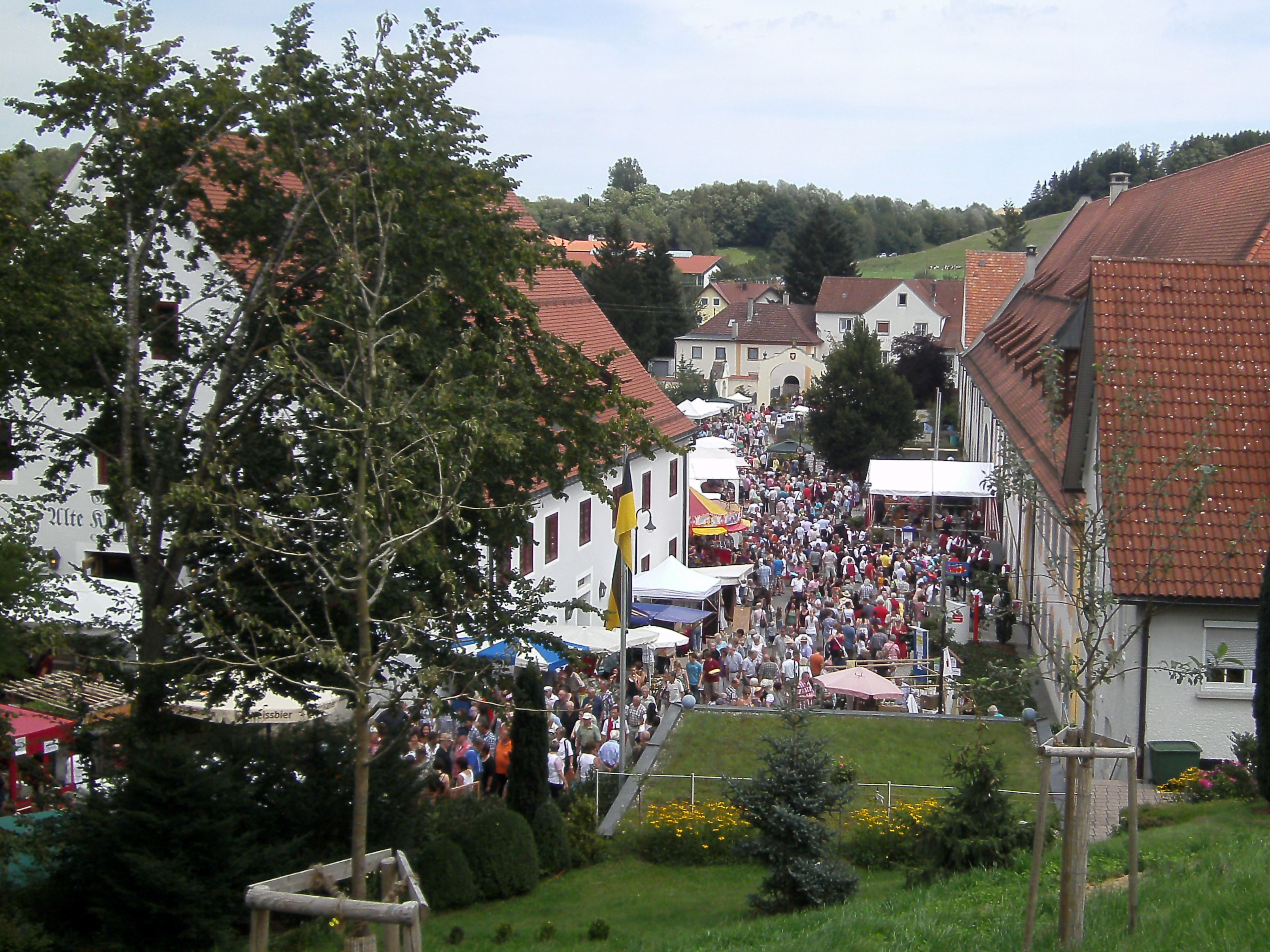
Besucherandrang beim Dorffest

Das Dorffest Rot an der Rot ist ein zweitägiges Heimatfest im oberschwäbischen Dorf Rot an der Rot im Landkreis Biberach. Seit 1993 findet es jährlich am zweiten Augustwochenende statt und zählt jeweils bis zu 25.000 Besucher. Es wurde von nahezu allen örtlichen Vereinen ins Leben gerufen.

## Historie und Örtlichkeit

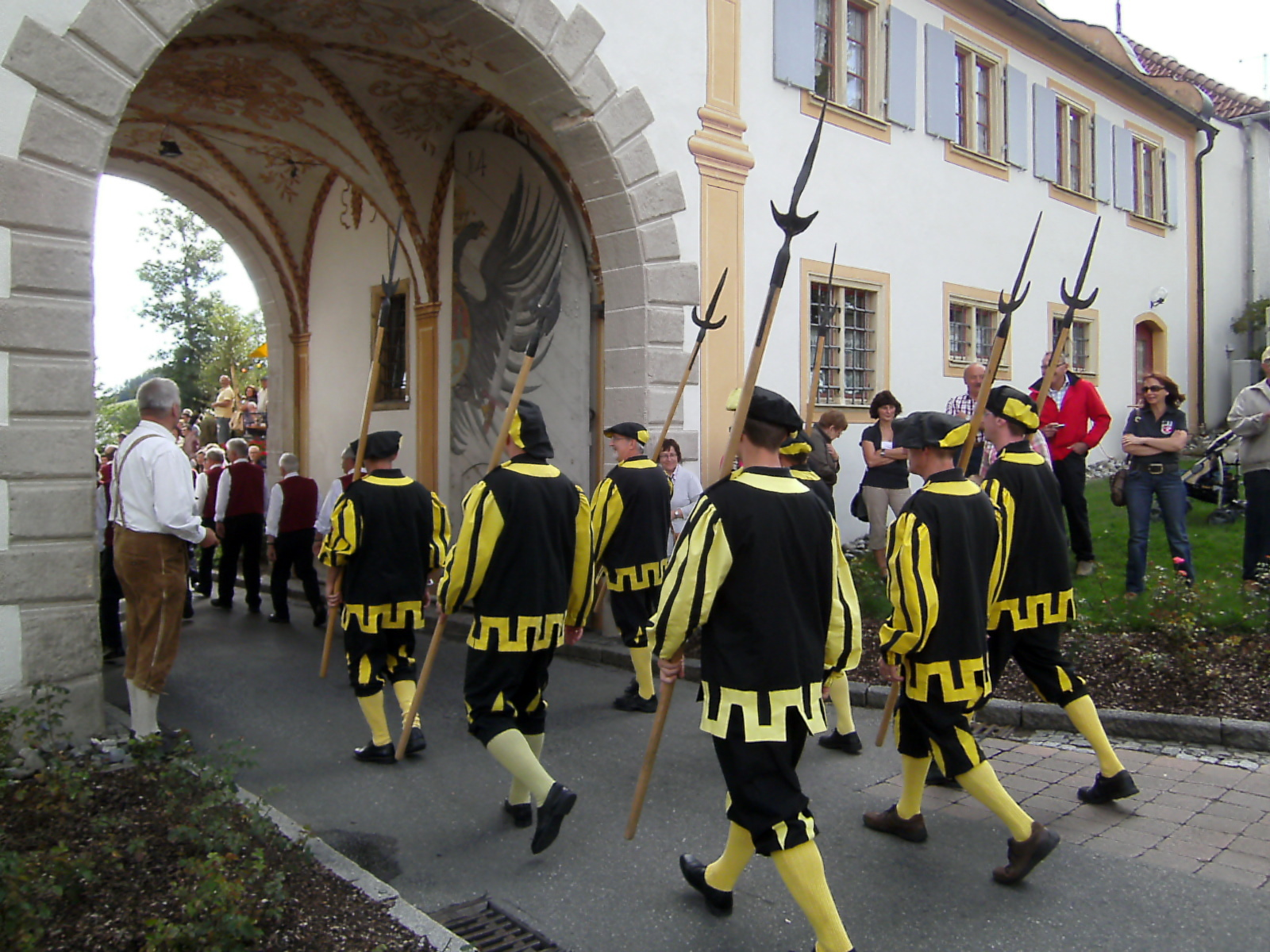
Landwehr beim Ausmarsch durch das Obere Tor (2011)

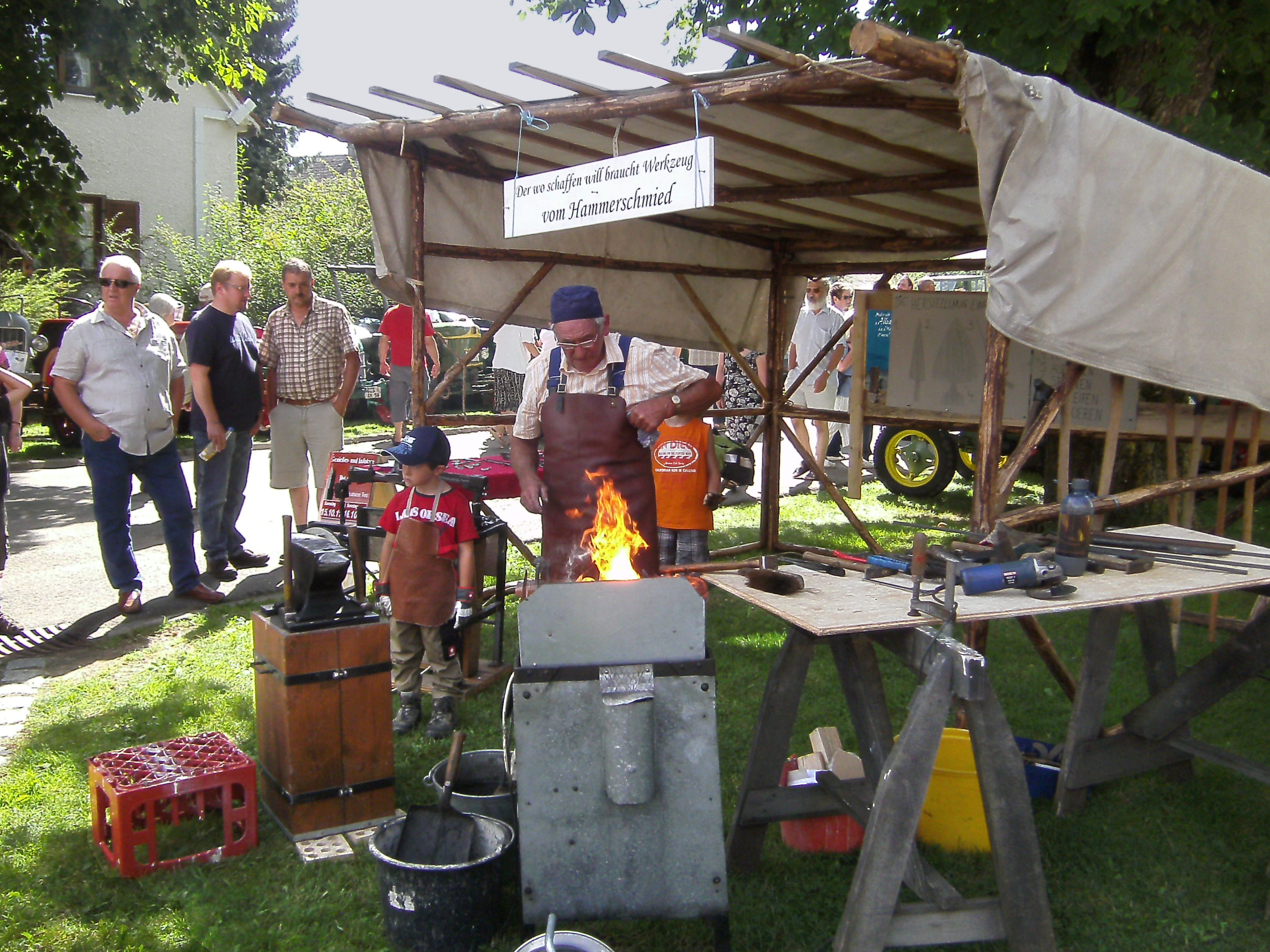
Altes Handwerk beim Dorffest

Das Fest findet zwischen den 1714 und 1726 erbauten Oberen und Unteren Toren statt, den ehemals einzigen Einlässen der früher vollständig ummauerten Klosteranlage der 1126 begründeten ehemaligen Reichsabtei der Prämonstratenser. Beide doppelflügeligen heute noch abschließbaren Tore sind originalbemalt und in der Mitte ziert sie das Wappen des ehemaligen Reichsabtes Hermann Vogler (* 1680; † 1749?). Umrahmt wird Voglers Wappen vom doppelköpfigen langhalsigen Reichsadler in Gold auf Schwarz, dem Zeichen des Kaisers des Heiligen Römischen Reiches. Es weist darauf hin, dass das Kloster reichsunmittelbar und im Besitze der Blutgerichtsbarkeit (ab 1616) war.
Zusammen mit der Neugestaltung des Unteren Tores wurde 1726 das 600-jährige Bestehen der Klosteranlage gefeiert. Höhepunkt der Feierlichkeiten damals war die Überführung der Heiligen Leiber der christlichen Märtyrer und Eheleute Renatus und Domitia von Rom, wo sie erworben worden waren, in die Stiftskirche des Klosters. Die Chronik berichtet von über 15.000 Pilgern bei diesem Kirchenfest. Wesentliche Teile Oberschwabens waren bis zum Frieden von Pressburg 1805 zu Vorderösterreich zugehörig. Den schwäbischen Teil Vorderösterreichs bezeichnete man damals Schwäbisch-Österreich.
Hat man das Obere Tor passiert, ist in unmittelbarer Nähe der Aureliusturm, ein Überbleibsel der alten abgebrannten Klosteranlage von Abt Martin Hesser (1420 bis 1457). In ihm hängt die Armesünderglocke, die seit dem Zuspruch der Hohen Gerichtsbarkeit 1616 bei bestimmten Urteilen betätigt wurde. Vom Oberen Tor im Westen und dem Unteren Tor im Osten verlief die Hauptdurchgangsstraße der Anlage innerhalb des Klostergebietes und markiert auch das Festgebiet. Zusätzlich kommt das südlich gelegene dreiflügelige Ökonomiegebäude hinzu. Es hat die Maße von hundertdreiundvierzig auf dreiundneunzig Meter und wurde 1724 erbaut. Der innere Hof hat die Größe von einem Hektar. Die Ökonomie diente damals, zusammen mit dem heute noch existierenden einhundert Hektar großen Verenahof, der landwirtschaftlichen Versorgung des Klosters. Heute beherbergt es das Rathaus, Bauhof, Post, Feuerwehrhaus der örtlichen Freiwilligen Feuerwehr, katholische öffentliche Bücherei, Filiale der Kreissparkasse Biberach, Vereinsräume und Wohnungen.
Das Programm des Festes wird von einem Dorffestausschuss bestehend aus Mitgliedern der örtlichen Gemeinde ausgearbeitet. Der Eintritt kostet einen Euro Wegezoll an den Eingangstoren. Es soll die Vielfalt des dörflichen Lebens in Oberschwaben früher und heute dargestellt werden.

### Samstag
Das Fest wird am Samstagmorgen um 8:30 Uhr mit einer musikalischen Darbietung im Abtsgarten eröffnet. Gegen 9:00 Uhr beginnt der Trödlermarkt mit 300 Ständen, verteilt über das ganze Dorf. Um 10:00 Uhr zieht das Dorfvolk begleitet von der Musikkapellen, Trachtenvereinen und sonstigen historischen Gruppen ein. Ein Programm für Kinder mit Figurentheater, eine Dorffestrallye für Jugendliche und Orgelmusik auf der historischen Holzhey-Orgel, Musik in Bewegung, dargeboten von einem oder mehreren Fanfarenzügen, machen das Programm komplett. Auf der Dorffestbühne vor dem Kloster wird die historische Begebenheit der alljährlichen Zehntabgabe und Meuterei der Roter Bauern gegen die reichsunmittelbare Mönchsroter Geistlichkeit nachgespielt. Bauernhochzeit, Gerichtstag und die Säkularisation waren auch schon Thema des historischen Spiels. Eine Abendveranstaltung mit Musikgruppen auf drei Bühnen für jeden Musikgeschmack und jedes Alter über den ganzen Ort verteilt beschließt den Tag.
Am Samstagabend besteht die Möglichkeit, mit Bustransfer in mehreren Linien zu festen Zeiten aus den umliegenden Gemeinden, reichend bis nach Fellheim in den bayerischen Landkreis Unterallgäu, an- und abzureisen.

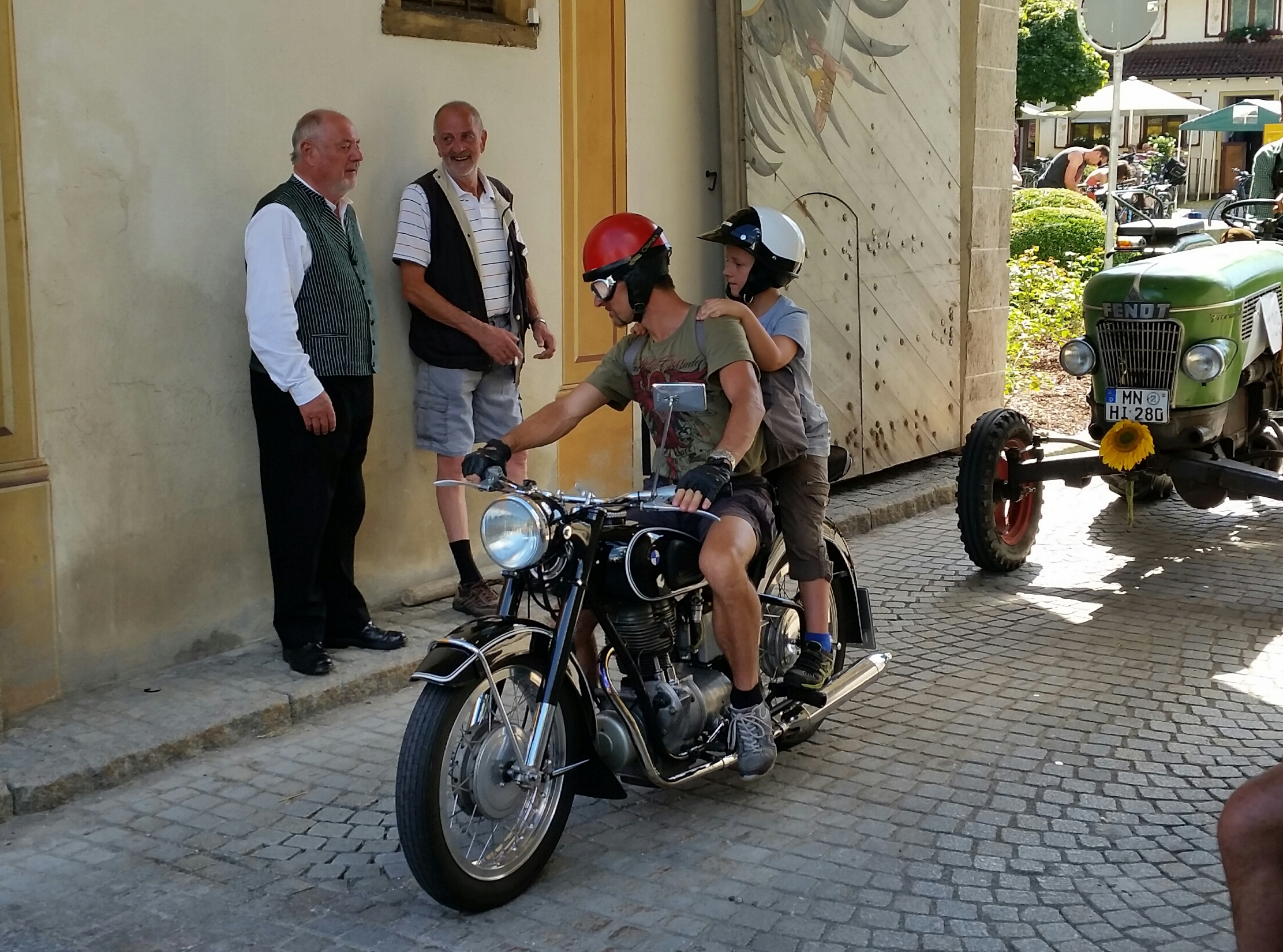
Oldtimerparade (2016)

### Sonntag
Der Sonntag beginnt um 9 Uhr mit einem Gottesdienst in der Klosterkirche St. Verena. Um 10 Uhr beginnen der Handwerkertag und die Oldtimerschau mit 200 Fahrzeugen. Außerdem ziehen um 10 Uhr die Handwerker und weitere historische Gruppen ein. Korbmacher, Holzschnitzer, Mobilsägewerk, Weißnäher, Sticker, Töpfer und Seiler zeigen ihre Handwerkskunst; es wird geklöppelt, gedengelt, geschnitzt und geflachst. Ferner wird gezeigt, wie Seegrasschuhe geflochten und Blechblasinstrumente gebaut werden, wobei alles ausprobiert und angefasst werden darf und zum Großteil auch erworben werden kann. Die Ausfahrt von ungefähr 200 Oldtimern von ihrem Standplatz bei der Ökonomie durch das Obere Tor um 15 Uhr beschließt das Fest.